# Campionati italiani assoluti di atletica leggera 2018
I CVIII campionati italiani assoluti di atletica leggera si sono tenuti a Pescara, presso lo Stadio Adriatico-Giovanni Cornacchia, tra il 7 e il 9 settembre 2018. Sono stati assegnati 40 titoli italiani in altrettante specialità, al maschile e al femminile.
Durante la manifestazione sono anche stati assegnati due titoli italiani di prove multiple: nell'eptathlon per le donne e nel decathlon per gli uomini.
La Coppa Italia è stata assegnata al Gruppi Sportivi Fiamme Gialle al maschile, mentre al femminile è andata al Centro Sportivo Esercito.
I titoli di campione italiano di marcia su strada sono stati assegnati, per la marcia 20 km, il 4 marzo a Roma, mentre per la marcia 50 km il 21 ottobre a Reggio Emilia. I campionati italiani dei 10 000 metri piani su pista si sono svolti a Ferrara il 12 maggio.
I titoli per le corse su strada sono stati assegnati il 1º settembre ad Alberobello (10 km), i 21 ottobre a Foligno (mezza maratona) e l'11 novembre a Ravenna (maratona).

## Risultati

### Le gare del 7-9 settembre a Pescara

#### Uomini
| Specialità                                                                              | Oro                                                                                                   | Prestazione | Argento                                                                                           | Prestazione | Bronzo                                                                                      | Prestazione |
| Corse                                                                                   | |             |                                                                                                   |             |                                                                                             |             |
| 100 m                                                                                   | Marcell Jacobs Gruppo Sportivo Fiamme Oro                                                             | 10"24       | Roberto Rigali Brixia Atletica 2014                                                               | 10"33       | Fausto Desalu Gruppi Sportivi Fiamme Gialle                                                 | 10"33       |
| 200 m                                                                                   | Davide Re Gruppi Sportivi Fiamme Gialle                                                               | 21"04       | Diego Marani Gruppi Sportivi Fiamme Gialle                                                        | 21"20       | Lodovico Cortelazzo Assindustria Sport Padova                                               | 21"24       |
| 400 m                                                                                   | Davide Re Gruppi Sportivi Fiamme Gialle                                                               | 45"92       | Edoardo Scotti CUS Parma                                                                          | 46"57       | Daniele Corsa Gruppo Sportivo Fiamme Oro                                                    | 46"62       |
| 800 m                                                                                   | Enrico Brazzale Atletica Vicentina                                                                    | 1'49"64     | Gabriele Aquaro Team-A Lombardia                                                                  | 1'49"78     | Abdessalam Machmach Athletic Club 96 Alperia                                                | 1'50"07     |
| 1500 m                                                                                  | Joao Bussotti Centro Sportivo Esercito                                                                | 3'46"41     | Ahmed Abdelwahed Gruppi Sportivi Fiamme Gialle                                                    | 3'47"45     | Ossama Meslek Atletica Vicentina                                                            | 3'47"95     |
| 5000 m                                                                                  | Marouan Razine Centro Sportivo Esercito                                                               | 14'04"31    | Pietro Riva Gruppo Sportivo Fiamme Oro                                                            | 14'05"29    | Najibe Salami Centro Sportivo Esercito                                                      | 14'08"28    |
| 3000 m siepi                                                                            | Leonardo Feletto Atletica Mogliano                                                                    | 8'34"17     | Osama Zoghlami CUS Palermo                                                                        | 8'35"28     | Ala Zoghlami Gruppo Sportivo Fiamme Oro                                                     | 8'39"34     |
| 110 m hs                                                                                | Lorenzo Perini Centro Sportivo Aeronautica Militare                                                   | 13"57       | Hassane Fofana Gruppo Sportivo Fiamme Oro                                                         | 13"69       | Luca Trgovcevic Atletica Studentesca Rieti Andrea Milardi                                   | 14"03       |
| 400 m hs                                                                                | José Reynaldo Bencosme de Leon Gruppi Sportivi Fiamme Gialle                                          | 49"52       | Lorenzo Vergani Pro Patria Milano                                                                 | 49"70       | Eusebio Haliti Centro Sportivo Esercito                                                     | 50"35       |
| Marcia 10 km                                                                            | Massimo Stano Gruppo Sportivo Fiamme Oro                                                              | 39'19"      | Gianluca Picchiottino Gruppi Sportivi Fiamme Gialle                                               | 39'26"      | Francesco Fortunato Gruppi Sportivi Fiamme Gialle                                           | 40'03"      |
| Staffetta 4×100 m                                                                       | Atletica Riccardi Massimiliano Ferraro Federico Cattaneo Marco Martini Hillary Wanderson Polanco Rijo | 40"39       | SEF Virtus Emilsider Bologna Andrea Pedrelli Alessandro Zucchini Alessandro Xilo Diego Pettorossi | 40"95       | La Fratellanza 1874 Matteo Ansaloni Andrei Alexandru Zlatan Jeremy Caiumi Freider Fornasari | 41"01       |
| Staffetta 4×400 m                                                                       | Gruppi Sportivi Fiamme Gialle Vladimir Aceti Michele Tricca Lorenzo Valentini Davide Re               | 3'06"48     | Pro Patria Milano Nicolò Ceriani Lorenzo Vergani Fabio Olivieri Roberto Severi                    | 3'12"01     | Pro Sesto Atletica Davide Comerci Leonardo Cuzzolin Riccardo Schiatti Mattia Cella          | 3'13"72     |
| Salti                                                                                   | |             |                                                                                                   |             |                                                                                             |             |
| Salto in alto                                                                           | Gianmarco Tamberi Gruppi Sportivi Fiamme Gialle                                                       | 2,30 m      | Eugenio Meloni Centro Sportivo Carabinieri                                                        | 2,14 m      | Andrea Lemmi Atletica Livorno 1950                                                          | 2,11 m      |
| Salto con l'asta                                                                        | Claudio Stecchi Gruppi Sportivi Fiamme Gialle                                                         | 5,50 m      | Alessandro Sinno Centro Sportivo Aeronautica Militare                                             | 5,40 m      | Giorgio Piantella Centro Sportivo Carabinieri                                               | 5,20 m      |
| Salto in lungo                                                                          | Filippo Randazzo Gruppi Sportivi Fiamme Gialle                                                        | 7,76 m      | Harold Barruecos Millet Atletica Vicentina                                                        | 7,65 m      | Antonino Trio CUS Palermo                                                                   | 7,60 m      |
| Salto triplo                                                                            | Fabrizio Schembri Centro Sportivo Carabinieri                                                         | 16,60 m     | Simone Forte Gruppi Sportivi Fiamme Gialle                                                        | 16,52 m     | Daniele Cavazzani Atletica Studentesca Rieti Andrea Milardi                                 | 16,37 m     |
| Lanci                                                                                   | |             |                                                                                                   |             |                                                                                             |             |
| Getto del peso                                                                          | Sebastiano Bianchetti Gruppo Sportivo Fiamme Oro                                                      | 19,39 m     | Leonardo Fabbri Centro Sportivo Aeronautica Militare                                              | 19,28 m     | Lorenzo Del Gatto Centro Sportivo Carabinieri                                               | 18,17 m     |
| Lancio del disco                                                                        | Giovanni Faloci Gruppi Sportivi Fiamme Gialle                                                         | 61,53 m     | Hannes Kirchler Centro Sportivo Carabinieri                                                       | 59,09 m     | Nazzareno Di Marco Gruppo Sportivo Fiamme Oro                                               | 58,72 m     |
| Lancio del martello                                                                     | Marco Lingua Marco Lingua 4ever                                                                       | 73,95 m     | Simone Falloni Centro Sportivo Aeronautica Militare                                               | 69,74 m     | Giacomo Proserpio Atletica Lecco Colombo Costruzioni                                        | 67,21 m     |
| Lancio del giavellotto                                                                  | Mauro Fraresso Gruppi Sportivi Fiamme Gialle                                                          | 76,16 m     | Antonio Fent Centro Sportivo Carabinieri                                                          | 74,17 m     | Roberto Bertolini Gruppo Sportivo Fiamme Oro                                                | 73,25 m     |
| record dei campionati; record nazionale; record personale; record personale stagionale. | |             |                                                                                                   |             |                                                                                             |             |

#### Donne
| Specialità                                                                              | Oro                                                                                           | Prestazione | Argento                                                                                  | Prestazione | Bronzo                                                                                     | Prestazione |
| Corse                                                                                   |                                                                                               |             |                                                                                          |             |                                                                                            |             |
| 100 m                                                                                   | Johanelis Herrera Abreu Atletica Brescia 1950 Ispa group                                      | 11"59       | Irene Siragusa Centro Sportivo Esercito                                                  | 11"59       | Anna Bongiorni Centro Sportivo Carabinieri                                                 | 11"62       |
| 200 m                                                                                   | Irene Siragusa Centro Sportivo Esercito                                                       | 23"25       | Gloria Hooper Centro Sportivo Carabinieri                                                | 23"33       | Giulia Riva Gruppo Sportivo Fiamme Oro                                                     | 23"94       |
| 400 m                                                                                   | Raphaela Lukudo Centro Sportivo Esercito                                                      | 52"38       | Giancarla Trevisan Bracco Atletica                                                       | 52"85       | Maria Benedicta Chigbolu Centro Sportivo Esercito                                          | 52"86       |
| 800 m                                                                                   | Irene Baldessari Centro Sportivo Esercito                                                     | 2'02"47     | Elena Bellò Gruppo Sportivo Fiamme Azzurre                                               | 2'02"65     | Eleonora Vandi Atletica AVIS Macerata                                                      | 2'03"50     |
| 1500 m                                                                                  | Giulia Aprile Centro Sportivo Esercito                                                        | 4'15"80     | Eleonora Vandi Atletica AVIS Macerata                                                    | 4'18"07     | Elisa Bortoli Centro Sportivo Esercito                                                     | 4'20"03     |
| 5000 m                                                                                  | Nadia Battocletti Gruppo Sportivo Fiamme Azzurre                                              | 16'15"30    | Francesca Tommasi Centro Sportivo Esercito                                               | 16'16"94    | Valeria Roffino Gruppo Sportivo Fiamme Azzurre                                             | 16'19"26    |
| 3000 m siepi                                                                            | Isabel Mattuzzi Unione Sportiva Quercia Trentingrana                                          | 9'51"89     | Laura Dalla Montà Assindustria Sport Padova                                              | 9'53"02     | Francesca Bertoni AS La Fratellanza 1874                                                   | 10'01"56    |
| 100 m hs                                                                                | Luminosa Bogliolo CUS Genova                                                                  | 13"21       | Elisa Maria Di Lazzaro Centro Sportivo Carabinieri                                       | 13"43       | Giulia Pennella Centro Sportivo Esercito                                                   | 13"46       |
| 400 m hs                                                                                | Yadisleidy Pedroso Centro Sportivo Aeronautica Militare                                       | 55"62       | Ayomide Folorunso Gruppo Sportivo Fiamme Oro                                             | 56"01       | Valentina Cavalleri Centro Sportivo Esercito                                               | 58"14       |
| Marcia 10 km                                                                            | Antonella Palmisano Gruppi Sportivi Fiamme Gialle                                             | 45'15       | Valentina Trapletti Centro Sportivo Esercito                                             | 45'33       | Fatima Lotfi Nuova Atletica Femminile Acquaviva                                            | 47'01       |
| Staffetta 4×100 m                                                                       | Centro Sportivo Carabinieri Maria Enrica Spacca Gloria Hooper Anna Bongiorni Giulia Latini    | 44"91       | Atletica Brescia 1950 Chiara Melon Alessia Pavese Chiara Torrisi Johanelis Herrera Abreu | 45"83       | Bracco Atletica Nicla Mosetti Marta Maffioletti Annalisa Spadotto Scott Miriam Vercellone  | 46"42       |
| Staffetta 4×400 m                                                                       | Centro Sportivo Esercito Maria Benedicta Chigbolu Marta Milani Chiara Bazzoni Raphaela Lukudo | 3'37"16     | Bracco Atletica Annalisa Spadotto Scott Letizia Tiso Daniela Tassani Giancarla Trevisan  | 3'43"14     | Atletica Roma Acquacetosa Betsy Torriente Leal Elisa Serafini Consuelo Ciotoli Anna Gresta | 3'47"03     |
| Salti                                                                                   |                                                                                               |             |                                                                                          |             |                                                                                            |             |
| Salto in alto                                                                           | Elena Vallortigara Centro Sportivo Carabinieri                                                | 1,91 m      | Desirée Rossit Gruppo Sportivo Fiamme Oro                                                | 1,79 m      | Teresa Maria Rossi Geas Atletica                                                           | 1,79 m      |
| Salto con l'asta                                                                        | Roberta Bruni Centro Sportivo Carabinieri                                                     | 4,35 m      | Elisa Molinarolo GA Aristide Coin Venezia 1949                                           | 4,15 m      | Tatiane Carne Atletica Bergamo 1959 Oriocenter                                             | 4,15 m      |
| Salto in lungo                                                                          | Laura Strati Atletica Vicentina                                                               | 6,41 m      | Tania Vicenzino Centro Sportivo Esercito                                                 | 6,36 m      | Chiara Proverbio OSA Saronno Libertas                                                      | 6,24 m      |
| Salto triplo                                                                            | Ottavia Cestonaro Centro Sportivo Carabinieri                                                 | 13,53 m     | Francesca Lanciano Alteratletica Locorotondo                                             | 13,21 m     | Giada Bilanzola Atletica Gran Sasso Teramo                                                 | 13,10 m     |
| Lanci                                                                                   |                                                                                               |             |                                                                                          |             |                                                                                            |             |
| Getto del peso                                                                          | Chiara Rosa Gruppo Sportivo Fiamme Azzurre                                                    | 17,08 m     | Martina Carnevale Atletica Studentesca Rieti Andrea Milardi                              | 15,60 m     | Daisy Osakue Sisport                                                                       | 15,17 m     |
| Lancio del disco                                                                        | Valentina Aniballi Centro Sportivo Esercito                                                   | 56,80 m     | Stefania Strumillo Atletica 2005                                                         | 56,62 m     | Giada Andreutti Atletica Malignani Libertas Udine                                          | 55,23 m     |
| Lancio del martello                                                                     | Sara Fantini Centro Sportivo Carabinieri                                                      | 63,72 m     | Lucia Prinetti Anzalapaya Gruppi Sportivi Fiamme Gialle                                  | 59,91 m     | Alessia Beneduce Bracco Atletica                                                           | 59,19 m     |
| Lancio del giavellotto                                                                  | Sara Jemai Centro Sportivo Esercito                                                           | 58,19 m     | Zahra Bani Gruppo Sportivo Fiamme Azzurre                                                | 58,02 m     | Carolina Visca Gruppi Sportivi Fiamme Gialle                                               | 57,93 m     |
| record dei campionati; record nazionale; record personale; record personale stagionale. |                                                                                               |             |                                                                                          |             |                                                                                            |             |

#### Campionati italiani di prove multiple
| Specialità                                                                              | Oro                                             | Prestazione | Argento                                      | Prestazione | Bronzo                                         | Prestazione |
| Decathlon (uomini)                                                                      | Luca Di Tizio                                   | 7240 p.     | Stephen Asamoah Atletica Virtus Castenedolo  | 6793 p.     | Alexander Demetz Atletica Gherdeina Raiffeisen | 6734 p.     |
| Eptathlon (donne)                                                                       | Sveva Gerevini Cremona Sportiva Atletica Arvedi | 5322 p.     | Federica Palumbo Unione Sportiva Sangiorgese | 5229 p.     | Enrica Cipolloni Gruppo Sportivo Fiamme Oro    | 5097 p.     |
| record dei campionati; record nazionale; record personale; record personale stagionale. |                                                 |             |                                              |             |                                                |             |

### La marcia 20 km del 4 marzo a Roma
| Specialità            | Oro                                      | Prestazione | Argento                                                   | Prestazione | Bronzo                                          | Prestazione |
| Marcia 20 km (uomini) | Massimo Stano Gruppo Sportivo Fiamme Oro | 1h21'02"    | Federico Tontodonati Centro Sportivo Aeronautica Militare | 1h21'52" ~  | Stefano Chiesa Atletica Cento Torri Pavia       | 1h22'32" ~  |
| Marcia 20 km (donne)  | Valentina Trapletti Bracco Atletica      | 1h32'15"    | Eleonora Dominici ACSI Italia Atletica                    | 1h33'33" ~  | Nicole Colombi Atletica Brescia 1950 Ispa Group | 1h37'26" >  |

### I 10000 metri piani del 12 maggio a Ferrara
| Specialità        | Oro                                           | Prestazione | Argento                                 | Prestazione | Bronzo                                | Prestazione            |
| 10 000 m (uomini) | Stefano La Rosa Centro Sportivo Carabinieri   | 28'36"86    | Daniele Meucci Centro Sportivo Esercito | 28'38"94    | Nadir Cavagna Atletica Valle Brembana | 29'57"14               |
| 10 000 m (donne)  | Rosaria Console Gruppi Sportivi Fiamme Gialle | 34'56"52    | Rebecca Lonedo Atletica Vicentina       | 35'51"28    | Medaglia non assegnata                | Medaglia non assegnata |

### I 10 km su strada del 1º settembre ad Alberobello
| Specialità     | Oro                                          | Prestazione | Argento                                 | Prestazione | Bronzo                                              | Prestazione |
| 10 km (uomini) | Marco Najibe Salami Centro Sportivo Esercito | 29'45"      | Marouan Razine Centro Sportivo Esercito | 30'25"      | Francesco Bona Centro Sportivo Aeronautica Militare | 30'44"      |
| 10 km (donne)  | Sara Dossena Laguna Running                  | 33'47"      | Elena Romagnolo CUS Pro Patria Milano   | 35'01"      | Nicole Reina CUS Pro Patria Milano                  | 35'23"      |

### La mezza maratona del 21 ottobre a Foligno
| Specialità              | Oro                                     | Prestazione | Argento                                         | Prestazione | Bronzo                                                     | Prestazione |
| Mezza maratona (uomini) | Ahmed El Mazoury Atletica Casone Noceto | 1h04'03"    | Cesare Maestri Atletica Valli Bergamasche Leffe | 1h05'24"    | Alessandro Giacobazzi Centro Sportivo Aeronautica Militare | 1h05'28"    |
| Mezza maratona (donne)  | Valeria Straneo Laguna Running          | 1h11'53"    | Sara Dossena Laguna Running                     | 1h12'53"    | Isabel Mattuzzi Unione Sportiva Quercia Trentingrana       | 1h13'39"    |

### La marcia 50 km del 21 ottobre a Reggio Emilia
| Specialità            | Oro                                               | Prestazione | Argento                                     | Prestazione            | Bronzo                                    | Prestazione            |
| Marcia 50 km (uomini) | Leonardo Dei Tos Athletic Club 96 Alperia         | 3h59'48" ~  | Gregorio Angelini Alteratletica Locorotondo | 4h01'17" ~             | Niccolò Coppini Atletica Firenze Marathon | 4h16'30" ~             |
| Marcia 50 km (donne)  | Beatrice Foresti Atletica Bergamo 1959 Oriocenter | 4h52'07"    | Medaglie non assegnate                      | Medaglie non assegnate | Medaglie non assegnate                    | Medaglie non assegnate |

### La maratona dell'11 novembre a Ravenna
| Specialità        | Oro                                                | Prestazione | Argento                                             | Prestazione | Bronzo                                | Prestazione |
| Maratona (uomini) | Alessio Terrasi Gruppo Podistico Parco Alpi Apuane | 2h19'14"    | Francesco Bona Centro Sportivo Aeronautica Militare | 2h19'28"    | Luca Parisi ACSI Campidoglio Palatino | 2h22'51"    |
| Maratona (donne)  | Eleonora Gardelli Corri Forrest                    | 2h59'19"    | Elisa Zannoni Atletica 85 Faenza                    | 3h00'07"    | Linda Pojani Atletica Reggio          | 3h04'35"    |